# 布川郁司
布川郁司（日语：／ Nunokawa Yūji，本名：（日文讀音與左邊相同），1947年2月11日—2022年12月25日），日本男性動畫師、動畫演出家、動畫製作人、實業家。株式會社Studio Pierrot創立者、董事最高顧問。前東北藝術工科大學仙台學校教授，前日本動畫協會理事長。筆名。

## 來歷
布川郁司出生於山形縣酒田市，老家是男裝裁縫店。從小就喜歡畫畫、看話劇和電影，在高中所屬的美術社顧問的推薦下接觸廣告藝術後，立志從事設計工作，並移居東京。白天兼職，晚上在日本設計學校學習，1967年畢業。
從專門學校畢業後，布川在青山的一家設計公司上班，但不久離職。同年，從報紙上看到了題為「招募喜歡畫畫的人」的招聘廣告，作為TCJ動畫中心（現EIKEN）下游廠商朋映Pro的合同人員進入動畫行業。在擔任著色員後，在《宇宙少年蘇藍》成為專畫動畫的動畫師，然後在《機器人阿丁 (1966年版)》晉升為原畫。之後移入Nez Pro。在圓谷皋的圓谷Enterprises參與了日本世界博覽會等活動後，作為自由動畫師在Studio Jack和蟲製作公司等工作室之間穿梭。
當他作為動畫師參與的蟲製作公司陷入財務困境時，被邀請成立日昇動畫前身創映社，同時也被和光Production受邀擔任演出，以龍之子製作（以下簡稱龍之子）作品《河馬與嘟嘟》作為演出家首次亮相。這時，龍之子的導演川浩看到了他的才華，從和光Production調入，1971年11月成為龍之子的員工。1972年，布川為接檔節目從事人物設計和色彩指定工作。
從1975年誕生的〈時間飛船系列〉開始負責企劃一職，拜笹川浩為師，負責《土包子大將》、《昆蟲物語 孤兒哈奇》及《科學小飛俠》等作品的演出工作。在這之中讓布川印象深刻的作品是《再造人卡辛》。於龍之子任職期間，曾經以為筆名在其他公司兼差以支付生活費，並培養出押井守等龍之子許多新人，產生出多位導演。
在龍之子工作6年後，1977年4月，他從正式員工轉為合同工，同年在和光Production的《激走！魯濱皇帝》中第一次擔任總導演。1978年，與上梨滿雄、時田廣子等4位演出家一起，即Studio Pierrot（現Pierrot）的前身，在吉祥寺一間公寓的房間內開始活動。離開了龍之子。他說他退出龍之子是因為他對該公司社長吉田龍夫的去世感到震驚，而且因為他的生活很困難，他想成為一名自由職業者並賺錢。
1979年以製作《尼爾斯的不可思議之旅》，與鳥海永行、案納正美共同成立株式會社Studio Pierrot（現Pierrot），並就任社長。
2002年，參與成立日本動畫協會。
2008年，作為日本動畫協會副會長，與東京都政府合作成立「動畫人才培養與教育計劃委員會」，並就任會長。還創作業界第一本書。
2009年至2014年間擔任日本動畫協會理事長。
2012年7月，在繼續持有代表權同時就任Pierrot會長，後成為無代表權董事兼最高顧問。
2013年，與阿部記之、水野和則、若林厚史、岡田勳等人創辦動畫製作人和演出家培訓學校「NUNOANI塾」，並擔任該校塾長兼講師。此外，他還作為各種教育機構的客座教授，以「日本動畫與商業戰略」為主題進行演講。
2021年12月，舉辦布川郁司展。
2022年11月，舉辦展。
2022年12月25日去世，享壽75歲。

## 人物
與川浩連同是三惡知識分子下屬（如瘦皮猴、伯亞基）的原形。
他將龍之子製作理想化為全公司齊心協力創作原創作品的鼎盛時期，將笹川浩視為演出的師父。然而，當Studio Pierrot成立時，他沒有深思熟慮，拉攏了龍之子的工作人員，因此龍之子對他懷有敵意。雖然雙方後來和解，但有過一段痛苦的經歷。
作為一名經驗豐富的平面設計師，曾為動畫《再造人卡辛》的標題畫面上寫了工作人員的角色。

## 參加作品

### 龍之子製作公司
- 河馬與嘟嘟（日语：カバトット）（首席動畫師）
- 土包子大將（日语：いなかっぺ大将）（演出）
- （動畫師）
- 再造人卡辛（演出、ED動畫[6]）
- 時間飛船（演出、ED動畫[6]）
- 小雙俠 (1977年版)（演出、OP&ED動畫[6]）
- 棒球少年貫太（日语：一発貫太くん）（演出）
- 萬能賽車飛龍號（日语：とびだせ!マシーン飛竜）（演出）
- 科學小飛俠II（演出）
- 保羅歷險記（演出）

### Studio Pierrot
- 天才寶貝（企劃）
- 亞馬尻一家（企劃製作）
- 甜蜜公主（製作）
- 福星小子 (1981年版)（製作人）
- 戰區88（製作人）
- 小松君 (1988年版)（製作）
- 鬼神傳（日语：鬼神伝）（製作）
- 少年劍道王直角（制作）
- 學校怪談（企劃）
- 加油！吉塔斯（製作）
- 非常偶像Key（製作）
- 橙路（企劃）
- 如風如雲（製作）
- 幻想魔傳 最遊記（企劃）
- 平成天才傻鵬（日语：平成天才バカボン）（製作）
- 麻辣教師GTO（企劃）
- JUSTEEN（日语：ジャスティ (漫画)）（製作人）
- 星槍士俾斯麥（製作）
- 太陽之子 (BS版)（製作人）
- 章魚燒小超人（企劃）
- DALLOS（製作）
- 天使不設防！（企劃）
- 東京地底奇兵（製作）
- 東京喵喵（企劃）
- 秀逗博士（企劃）
- 幸運超人（企劃）
- 火影忍者系列（企劃）
- NINKU -忍空-（製作）
- 尼爾斯的不可思議之旅（製作）
- 忍者戰士飛影（製作）
- 狗仔爺爺 (1987年版)（日语：のらくろクン）（企劃）
- 貓狐警探（日语：はいぱーぽりす）（企劃）
- 山林小獵人 (1996年版)（企劃）
- 極速狂飆（日语：バリバリ伝説）（製作人）
- Pierrot魔法少女系列（日语：ぴえろ魔法少女シリーズ）
  - 魔法偶像粉彩筆由美（日语：魔法のアイドルパステルユーミ）（製作）
  - 魔法之星愛美（製作）
  - 夢幻拉拉（企劃）
  - 魔法天使奶油麻美（製作）
  - 魔法妖精貝露莎（製作）
- 棋魂（企劃）
- 夢幻遊戲（企劃）
- BLEACH（企劃）
- 守護神哈特（日语：まじかるハット）（製作）
- 美鳥的日記（企劃）
- 丸出日太夫（製作）
- 在漲潮的時間的彼岸（日语：楽園 (鈴木光司の小説)）（製作）
- 熱鬥小馬（企劃）
- 燃燒吧！哥哥（企劃）
- 幽☆遊☆白書（製作）
- 乖小孩（企劃）
- 烈火之炎（企劃）
- ReReRe天才傻鵬（日语：レレレの天才バカボン）（製作）

等多數

### 其它
- 無敵飛天俠（人物設定、分鏡、演出，名義）
- 激走！魯濱皇帝（總導演（日语：チーフディレクター）、演出）
- 銀河鐵道999（分鏡、名義）
- The☆Ultraman（分鏡）

## 著書
- （日經BP社（日语：日経BP），2013年12月19日） ISBN 978-4822249922
- （集英社，2016年7月16日） ISBN 978-4087860726
- 動畫人才培養與教育計劃委員會. 日本動畫協會 , 编.  . 動畫人才培養與教育計劃委員會.  [2009-01-07]. ISBN 978-4990445508.

## 獲獎紀錄
- 2008年10月1日：東京都產業推進功勞獎
- 2013年4月：第22屆日本電影影評人大獎動畫功勞獎[30]
- 2019年3月：文化廳長官表彰（日语：文化庁長官表彰）
- 2019年12月：秋之藍綬褒章[1]

## 相關項目
- 日本動畫師列表（日语：アニメ関係者一覧）

## 外部連結
- 布川郁司的X（前Twitter） （日語）

| 商界職務        | 商界職務                                       | 商界職務        |
| --------------- | ---------------------------------------------- | --------------- |
| 前任： （設立） | Studio Pierrot代表董事社長 初代：1979年—2012年 | 繼任： 本間道幸 |
| 非組織職務      |                                                |                 |
| 前任： '        | 日本動畫協會理事長 2009年—2014年               | 繼任： '        |